# Förbundet kristen humanism
Förbundet kristen humanism är en svensk kristen humanistisk organisation , som bildades 1971 genom en sammanslagning av Förbundet för Kristet samhällsliv, bildat 1918 av Natanael Beskow, med Förbundet för Kristen humanism, grundat 1937 av  Georg Landberg och Manfred Björkquist. 
Den sammanslagna organisationen fick då namnet 
Förbundet för Kristen Humanism och Samhällssyn. År 2011 bytte den namn till Förbundet kristen humanism.